# Comuna Păulești, Satu Mare
Păulești (în maghiară: Szatmárpálfalva) este o comună în județul Satu Mare, Transilvania, România, formată din satele Amați, Ambud, Hrip, Păulești (reședința), Petin și Rușeni.

## Demografie
Componența etnică a comunei Păulești
     Români (59,31%)
     Maghiari (17,47%)
     Romi (9,59%)
     Alte etnii (0,26%)
     Necunoscută (13,37%)
Componența confesională a comunei Păulești
     Ortodocși (44,55%)
     Reformați (25,18%)
     Romano-catolici (6,67%)
     Penticostali (4,76%)
     Greco-catolici (2,3%)
     Alte religii (2,25%)
     Necunoscută (14,29%)
Conform recensământului efectuat în 2021, populația comunei Păulești se ridică la 5.775 de locuitori, în creștere față de recensământul anterior din 2011, când fuseseră înregistrați 4.909 locuitori. Majoritatea locuitorilor sunt români (59,31%), cu minorități de maghiari (17,47%) și romi (9,59%), iar pentru 13,37% nu se cunoaște apartenența etnică. Din punct de vedere confesional, cei mai mulți locuitori sunt ortodocși (44,55%), cu minorități de reformați (25,18%), romano-catolici (6,67%), penticostali (4,76%) și greco-catolici (2,3%), iar pentru 14,29% nu se cunoaște apartenența confesională.

## Politică și administrație
Comuna Păulești este administrată de un primar și un consiliu local compus din 15 consilieri. Primarul, Zenoviu-Stelian Bontea[*], de la Partidul Național Liberal, este în funcție din 2016. Începând cu alegerile locale din 2024, consiliul local are următoarea componență pe partide politice:
|  | Partid                                 | Consilieri | Componența Consiliului | Componența Consiliului | Componența Consiliului | Componența Consiliului | Componența Consiliului | Componența Consiliului | Componența Consiliului | Componența Consiliului |
|  | -------------------------------------- | ---------- | ---------------------- | ---------------------- | ---------------------- | ---------------------- | ---------------------- | ---------------------- | ---------------------- | ---------------------- |
|  | Partidul Național Liberal              | 8          |                        |                        |                        |                        |                        |                        |                        |                        |
|  | Uniunea Democrată Maghiară din România | 5          |                        |                        |                        |                        |                        |                        |                        |                        |
|  | Partidul Social Democrat               | 2          |                        |                        |                        |                        |                        |                        |                        |                        |